# Svarttyglad bulbyl
Svarttyglad bulbyl (Pycnonotus flavescens) är en fågel i familjen bulbyler inom ordningen tättingar.

## Utseende
Svarttyglad bulbyl är en medelstor (21,5–22 cm), färglös och rätt tillbakadragen bulbyl med kraftig näbb och rätt lång och stor stjärt. Den har en brunaktig tofs, vitt ögonbrynsstreck, svart tygel, gulaktiga undre stjärttäckare, grönaktig ovansida på stjärten samt gulkantade ving- och stjärtpennor.
Vitmaskad bulbyl (Pycnonotus leucops), fram tills nyligen och i viss mån fortfarande behandlad som underart till svarttyglad bulbyl, är mindre och har kortare stjärt men längre näbb och vingar, vitt ansikte inklusive tygeln, ljusare undersida men mörkare ovan och mindre inslag av gult i vingpennor, vingtäckare och stjärtpennor.

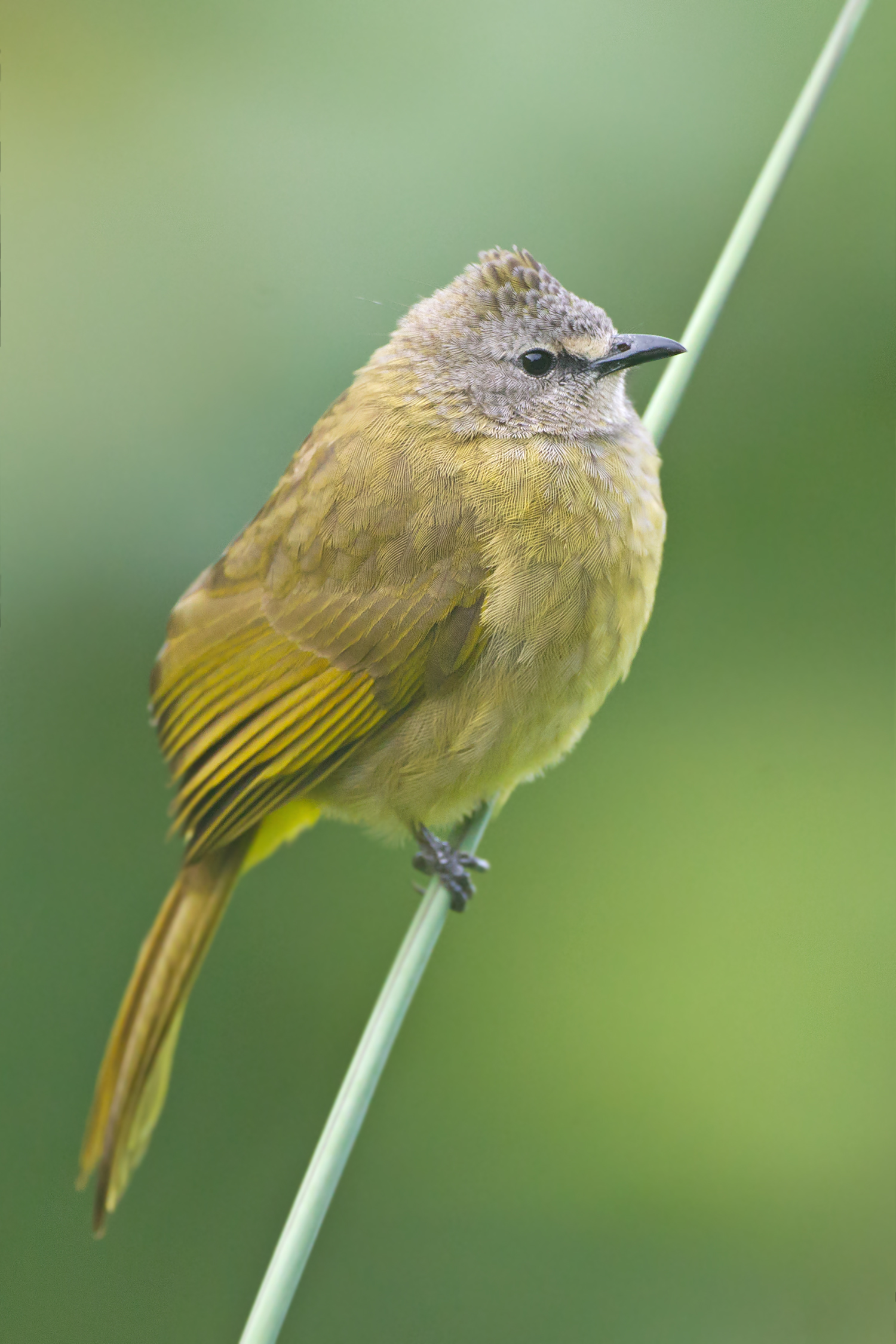

## Utbredning och systematik
Svarttyglad bulbyl delas numera vanligen in i tre underarter med följande utbredning:
- Pycnonotus flavescens flavescens – förekommer i nordöstra Indien, nordöstra Bangladesh och västra Myanmar
- Pycnonotus flavescens vividus – förekommer från nordöstra Myanmar till södra Kina, Thailand och norra Indokina
- Pycnonotus flavescens sordidus – förekommer i södra Indokina

Vitmaskad bulbyl (P. leucops) behandlades tidigare som en underart till svarttyglad bulbyl, och vissa gör det fortfarande.

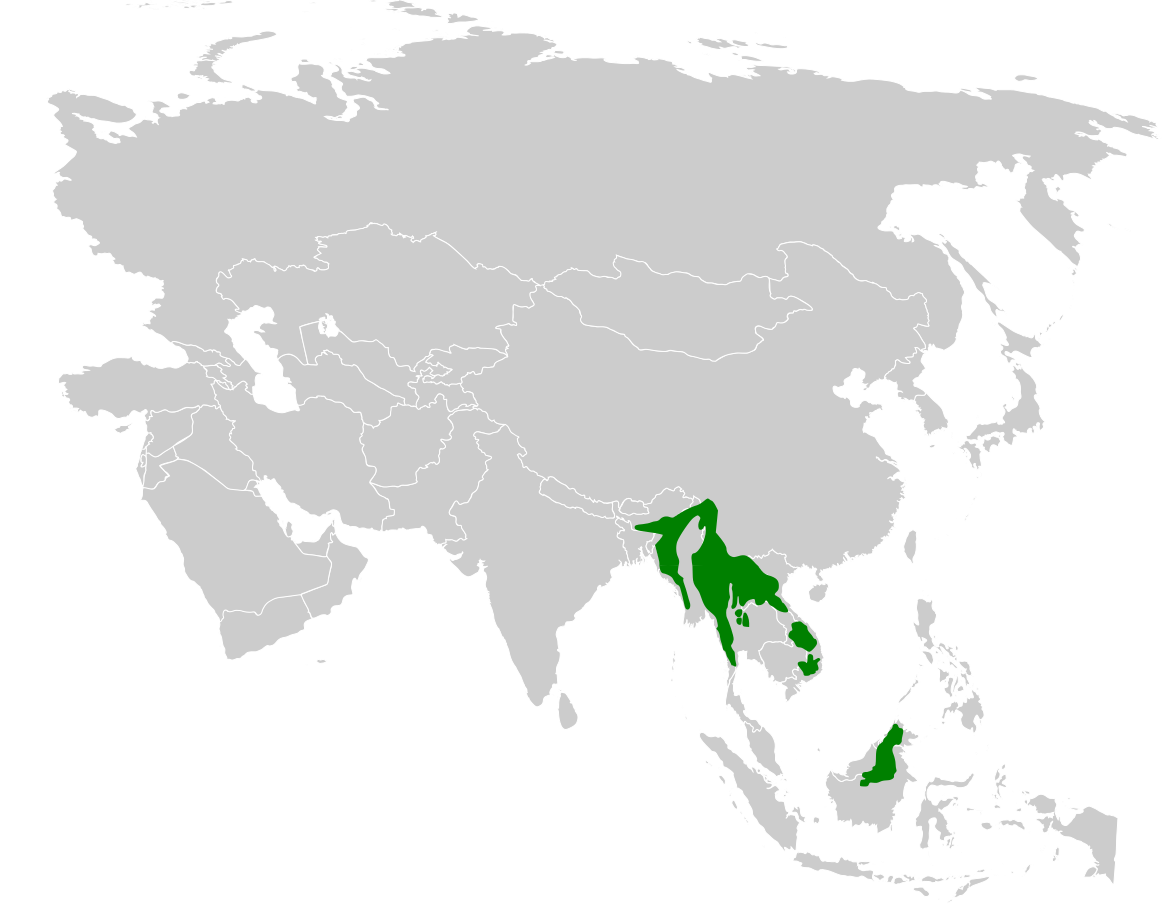
Utbredningsområdet för svarttyglad bulbyl i vidare mening, där populationen på norra Borneo numera oftast urskiljs som en egen art, ljuskindad bulbyl.

## Status
IUCN hotkategoriserar arten som livskraftig.